# Abbaye Saint-Hilaire (Ménerbes)
Pour les articles homonymes, voir Abbaye Saint-Hilaire (homonymie) et Saint-Hilaire.
L'abbaye Saint-Hilaire ou abbaye de Saint-Hilaire est située sur le territoire communal de la commune française de Ménerbes (à quelques kilomètres du chef-lieu éponyme de la  commune), commune située dans le département de Vaucluse et la région Provence-Alpes-Côte d'Azur.
Saint-Hilaire est le premier bâtiment conventuel carme (XIIIe siècle) du Comtat Venaissin (1274-1791).
L'abbaye fait l’objet d’un classement au titre des monuments historiques depuis le 7 octobre 1975.

## Accès

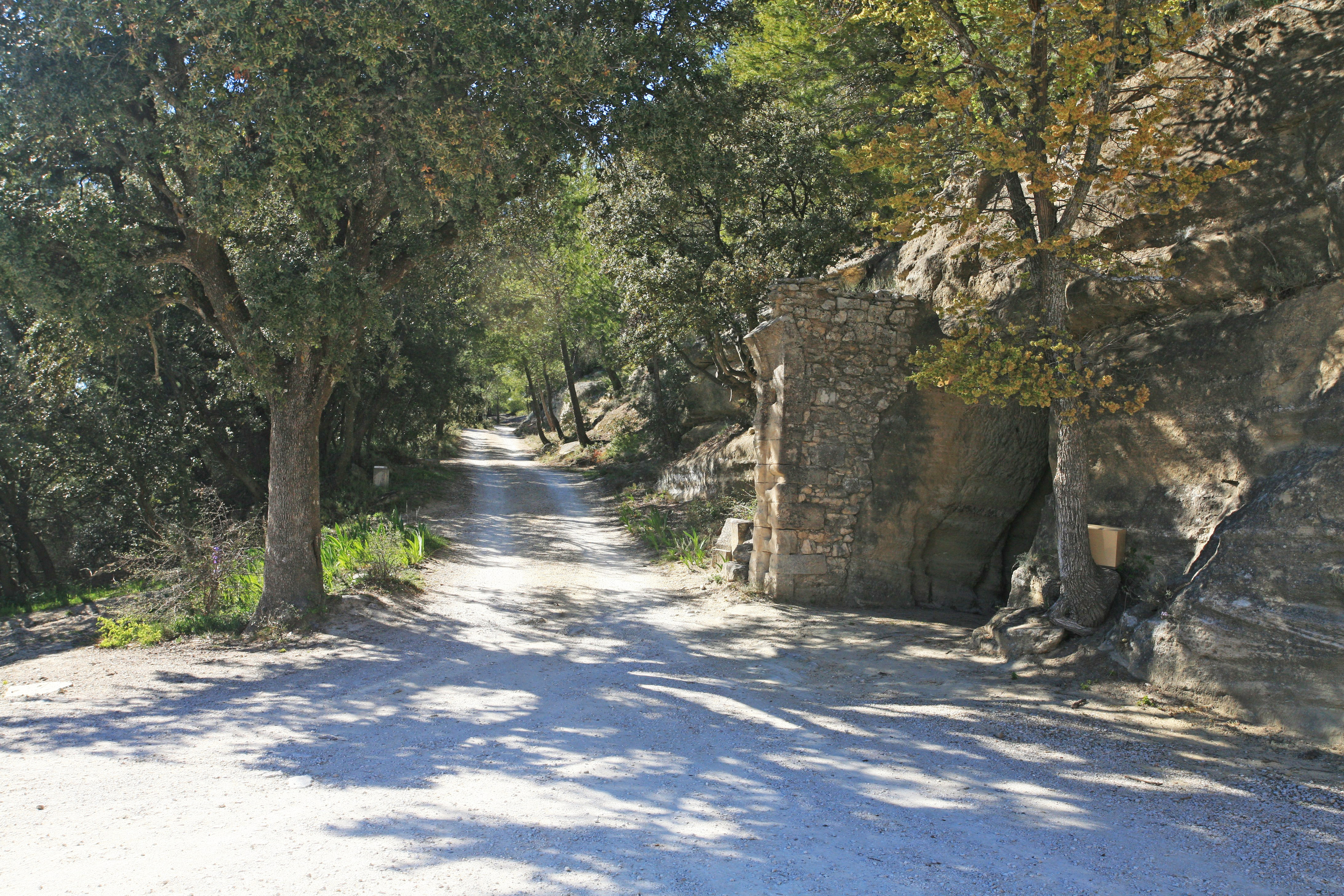
Le chemin d'accès.

Situé en Vaucluse (84), à environ 40 km à l’est d’Avignon (Gare TGV et autoroute A7, sortie Avignon Sud), le long du versant nord du Luberon, Saint-Hilaire est accessible depuis la route départementale 109 qui relie Ménerbes et Lacoste. Des panneaux indiquent l’entrée du chemin (400 mètres) qui descend à l’abbaye, cependant il est conseillé de le faire à pied.

## Histoire
L’ensemble conventuel a eu la chance de garder l’intégralité de ses bâtiments à travers les huit siècles de son histoire religieuse et civile.
Sur un versant abrupt, face au Luberon, les Carmes, ermites venant du Mont Carmel en Palestine ont construit un couvent après leur première étape des Aygalades près de Marseille. Cet emplacement en limite des territoires des communes de Ménerbes et de Lacoste, n’est qu’à 8 km à vol d’oiseau de l'ancienne voie romaine la via Domitia qui relie Cavaillon à Apt, c'est-à-dire le Rhône à la Durance vers l’Italie. Près d’une source, des grottes toujours utilisées dont on ne connaît pas l’origine ont abrité ces ermites avant qu’ils ne s’organisent en communauté et ne construisent leur chapelle, dortoir, salle capitulaire etc.. Dans le cloître est gravée la date de 1254 sur le mur de l’église.  
Au XVe siècle, le couvent Carme accueillit à plusieurs reprises les réunions des chapitres de la province de Provence (1448 et 1472) ainsi que peut-être, le général de l'Ordre, Jean Soreth. De ce siècle, datent les plus anciens documents attestant des conflits avec le clergé dû au refus du prieur de Saint-Hilaire de payer la dîme, dont il avait été exempté. 
Le XVIe siècle est marqué par plusieurs évènements & périodes d’insécurité : l'installation vaudoise en 1540, la période de la Réforme en 1570 et l'occupation protestante de Ménerbes entre 1573 et 1578.
Avec la paix revenue, une communauté de Carmes revient vivre régulièrement et entreprend même la Réforme de l'Ordre dite "de Touraine" conservant leur nom de "Grands Carmes" qui les différencie des Carmes déchaussés (réforme de sainte Thérèse d'Ávila et de saint Jean de la Croix). Le prieuré est rebâti partiellement en restreignant la superficie du cloître, en raison de la forte pente, pour permettre un vaste édifice face au Luberon.

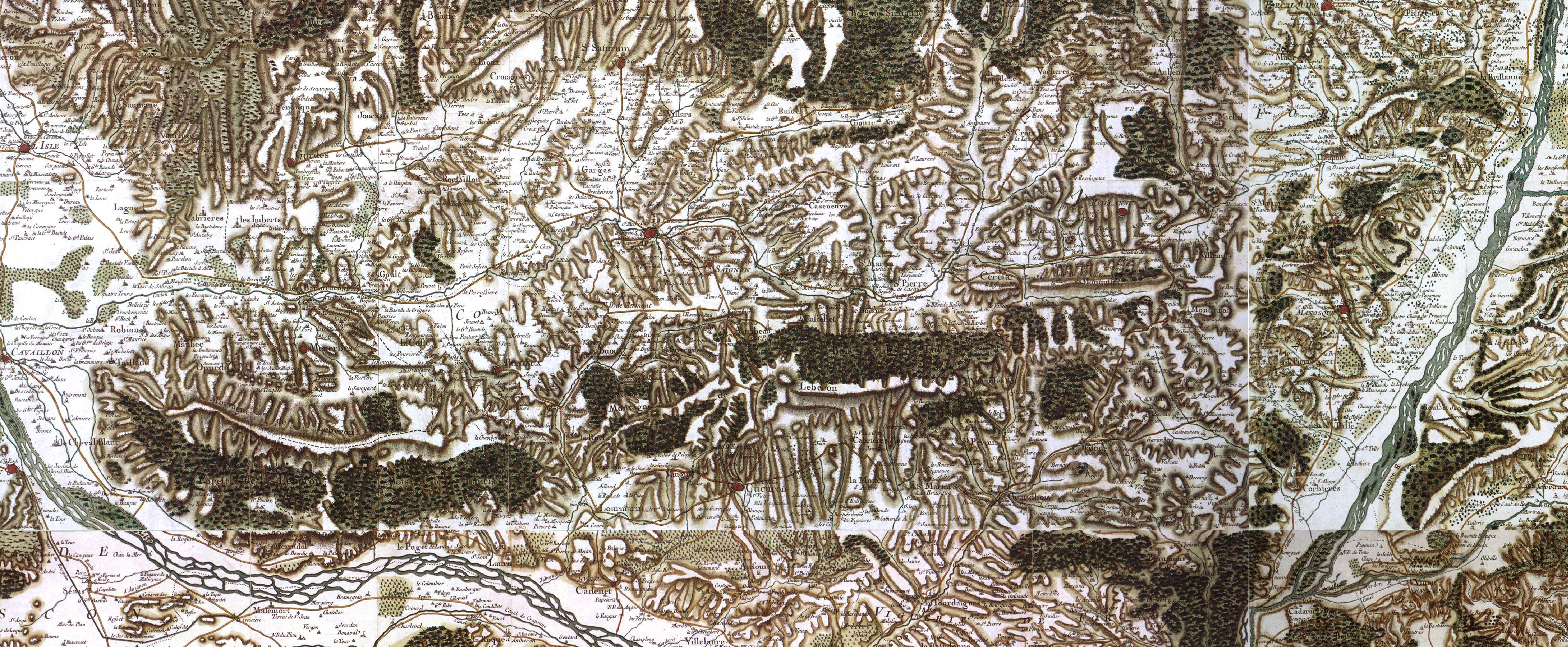
Le Luberon (Leberon) par Cassini (1776).

Un tel essor attisa les convoitises : l'évêque de Cavaillon obtient en 1656 du pape Alexandre VII la suppression du couvent de Saint-Hilaire au profit de son "petit séminaire", très démuni. Le conflit dura plusieurs années et les Carmes, violemment expulsés, firent témoigner de nombreux habitants du terroir, notables et voisins. Ils en appelèrent au roi Louis XIV, arguant de leur supposée fondation par son ancêtre illustre, le roi Saint Louis au retour de la septième croisade avec comme preuve des témoignages issus de la mémoire collective. En 1660, le prieuré est à nouveau régulièrement occupé par les moines...
En 1661, après l'apparition de la Vierge survenue près de Goult, à 7 km de Saint-Hilaire, le R. P. Michel du Saint Esprit, carme, commissaire général de la province de Provence, à la suite d'une visite des frères installés à Saint-Hilaire, fonde en 1663, sur la commune de Goult, le sanctuaire de Notre-Dame-de-Lumières.
En 1778, en raison du trop faible nombre de religieux, les biens de Saint-Hilaire sont réunis à celui d'Avignon, puis sous la Révolution, en 1792, lors de la réunion des États pontificaux d'Avignon à la France, le prieuré de Saint-Hilaire est cédé à un particulier d'Avignon, fabricant de tissus imprimés.
1858, Les Bernardins de Sénanque achètent Saint-Hilaire, pour en faire une « grange », c'est-à-dire une exploitation agricole monastique. Ils firent quelques restaurations, comme la construction d'une galerie au sud du cloître et vendront l’ensemble, en 1864, à des agriculteurs.
Le tremblement de terre de 1909 provoque fissures et éboulements.
Un partage successoral divise le bâtiment en deux parties. Le cloître est séparé par un mur. L'exploitation agricole transforme le réfectoire en étable, le premier étage en grange et l'église devient un hangar avec une porte cochère ouverte dans le chevet. 
En 1961, monsieur et madame René Bride, originaires de Reims en Champagne, acquièrent Saint-Hilaire. La restauration commence progressivement.
Par arrêté du 7 octobre 1975, l'ensemble est classé monument historique.

## De nos jours

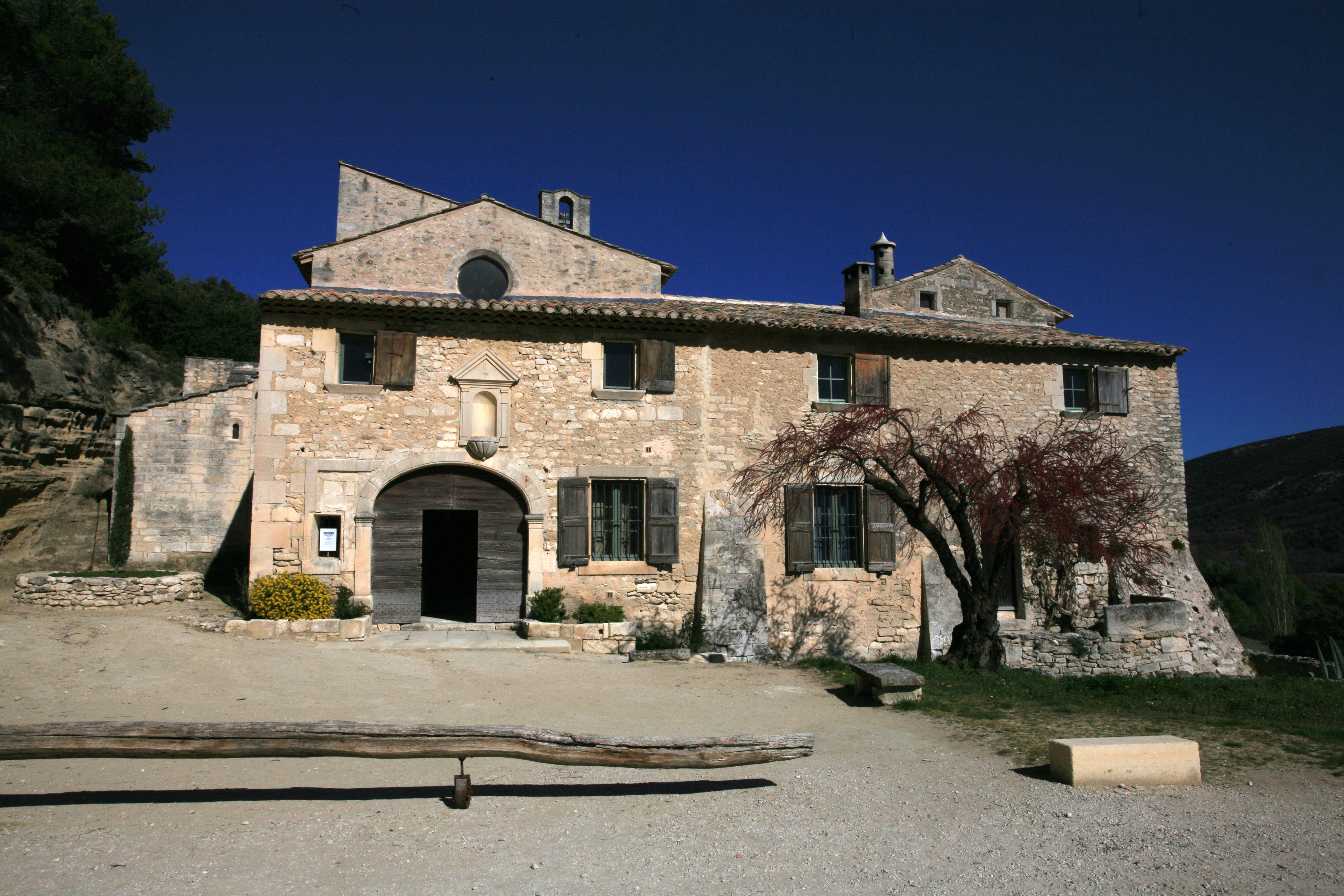
La façade Ouest.

### Gestion
L’abbaye Saint-Hilaire est un édifice privé appartenant toujours à la famille Bride. Des travaux importants sous la direction des Monuments historiques ont permis de redonner à la chapelle son unité d’origine. Façades, toitures, cloître, salle du chapitre et réfectoire ont déjà été restaurés. Le premier étage est habité.
La source n’a plus d’eau depuis 2000 tandis que 200 oliviers en terrasse témoignent d’une agriculture jadis plus importante dans le paysage.

### Fréquentation
Face à l’afflux des visiteurs, une aire de parking arborée a été créée en 2010 à proximité de la D 109. Grâce à l'énergie de l'association « Les amis de Saint-Hilaire », y sont régulièrement organisés des évènements au cours de l'année.

## Architecture du couvent

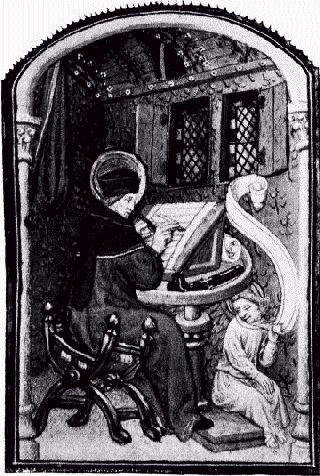
Saint Matthieu travaillant sur une illustration dans un scriptorium médiéval.

La pente relativement forte a imposé à l’édifice conventuel une partie troglodytique, une muraille et une tour lui donnant un aspect fortifié, et la construction de terrasses de culture (restanques). Autour du cloître, on retrouve disposés selon le plan cistercien classique, l’église et ses deux petites chapelles attenantes, la salle capitulaire et le chauffoir - scriptorium, l’hôtellerie, le réfectoire et la cuisine. Entre celle-ci et les grottes, une cour dite du chevet facilite la liaison entre l’édifice, les grottes, les appentis, avec le jardin des moines et la sortie vers les terres cultivées et les plantations d’oliviers. C’est le domaine de la pierre autant dans l’édifice qu’à l’extérieur. Des marques de maçons (tâcherons) sont présentes autant à l’extérieur qu’à l’intérieur sur les parois des chapelles.

### La chapelle
L'église abbatiale est édifiée au milieu du XIIIe siècle. Son plan est simple : une nef rectangulaire fermée par un chevet plat à trois fenêtres gothiques se dressant au-dessus d’une niche géminée. La décoration est sobre, un arc en ogive terminé par un petit chapiteau décoré de plantes sculptées, quelques traces géométriques de peinture, une corniche noircie ceinture la liaison entre la voûte en berceau brisé et les murs, une porte romane, une porte gothique et une niche avec un lavabo de pierre.  Deux chapelles attenantes, la première de style roman est la partie la plus ancienne (connue) de Saint-Hilaire, faisant office de sacristie, tandis qu’une autre chapelle largement ouverte sur la nef est construite au XIVe et offre une croisée d’ogive résolument gothique. Sur un mur latéral, une peinture murale du XVe (trois croix) d’origine italienne n’a pas supporté les usages différents. Cette chapelle est sans doute l’œuvre d’un bienfaiteur. L’église peut accueillir une centaine de personnes. 
Son acoustique est bonne à condition de se bien placer, c'est pourquoi, depuis sa restauration, plusieurs représentations y ont déjà été faites.

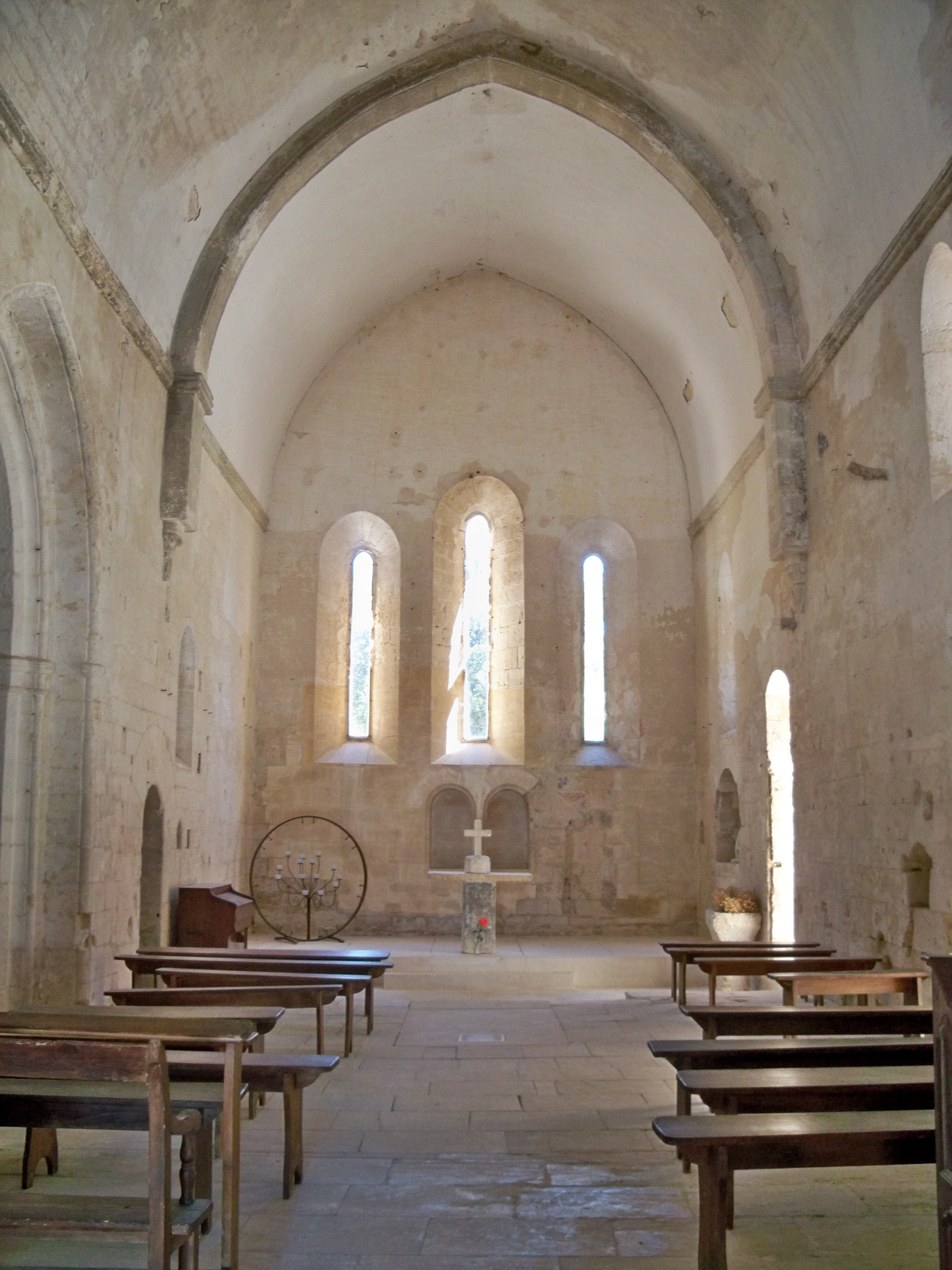
Nef de la chapelle.
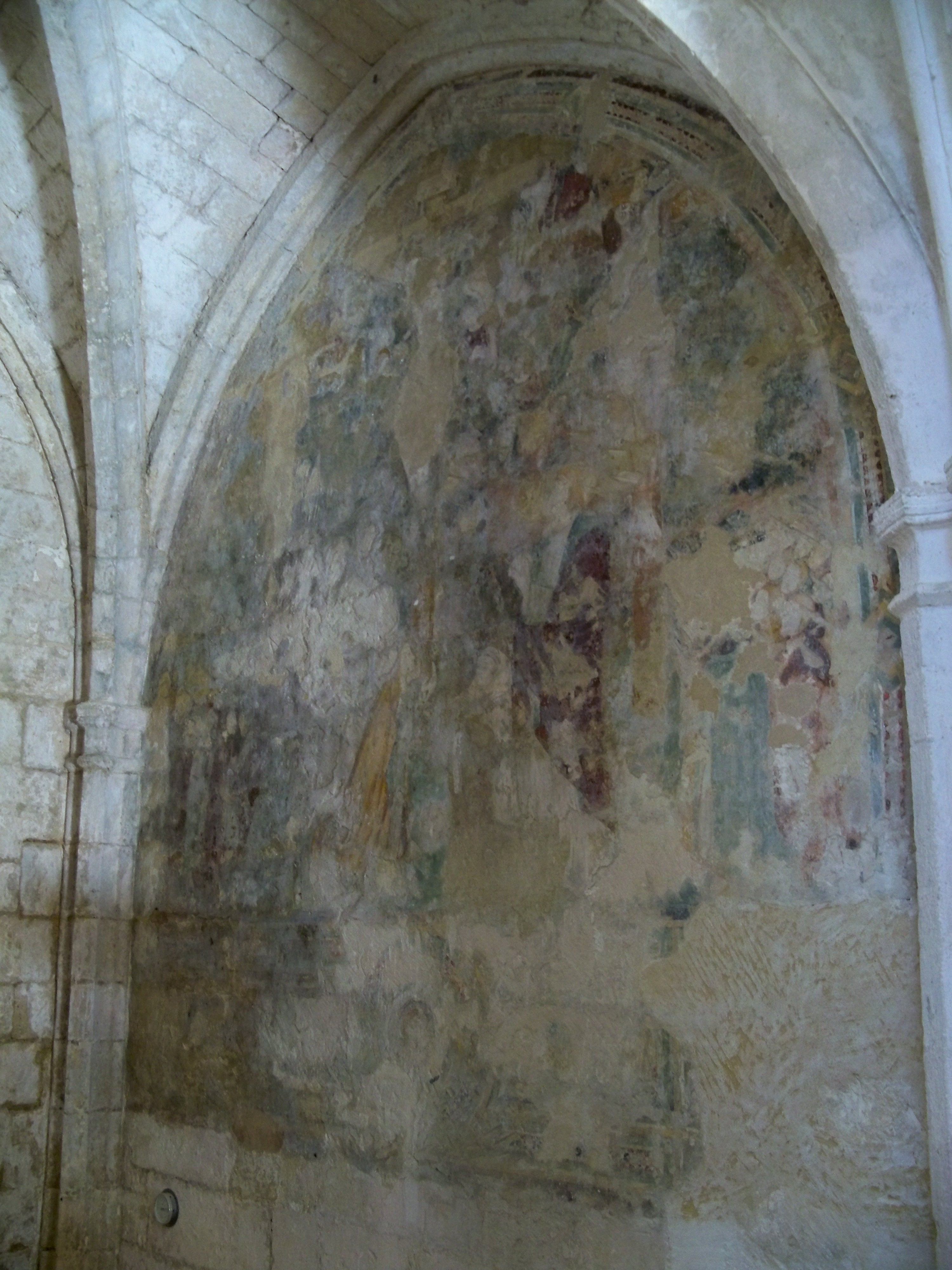
Fresque de la chapelle.
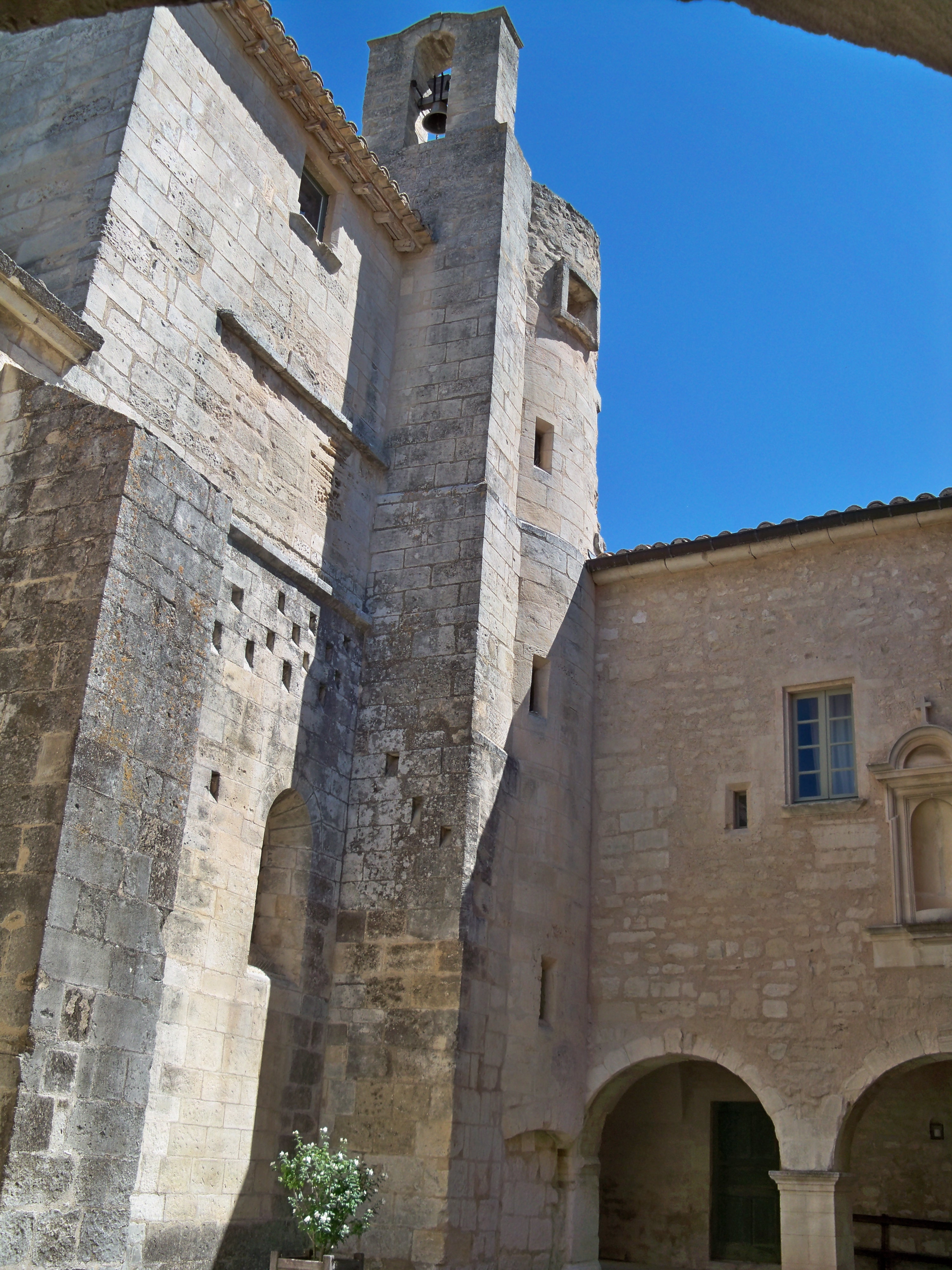
Le clocher de la chapelle.

### Le cloître

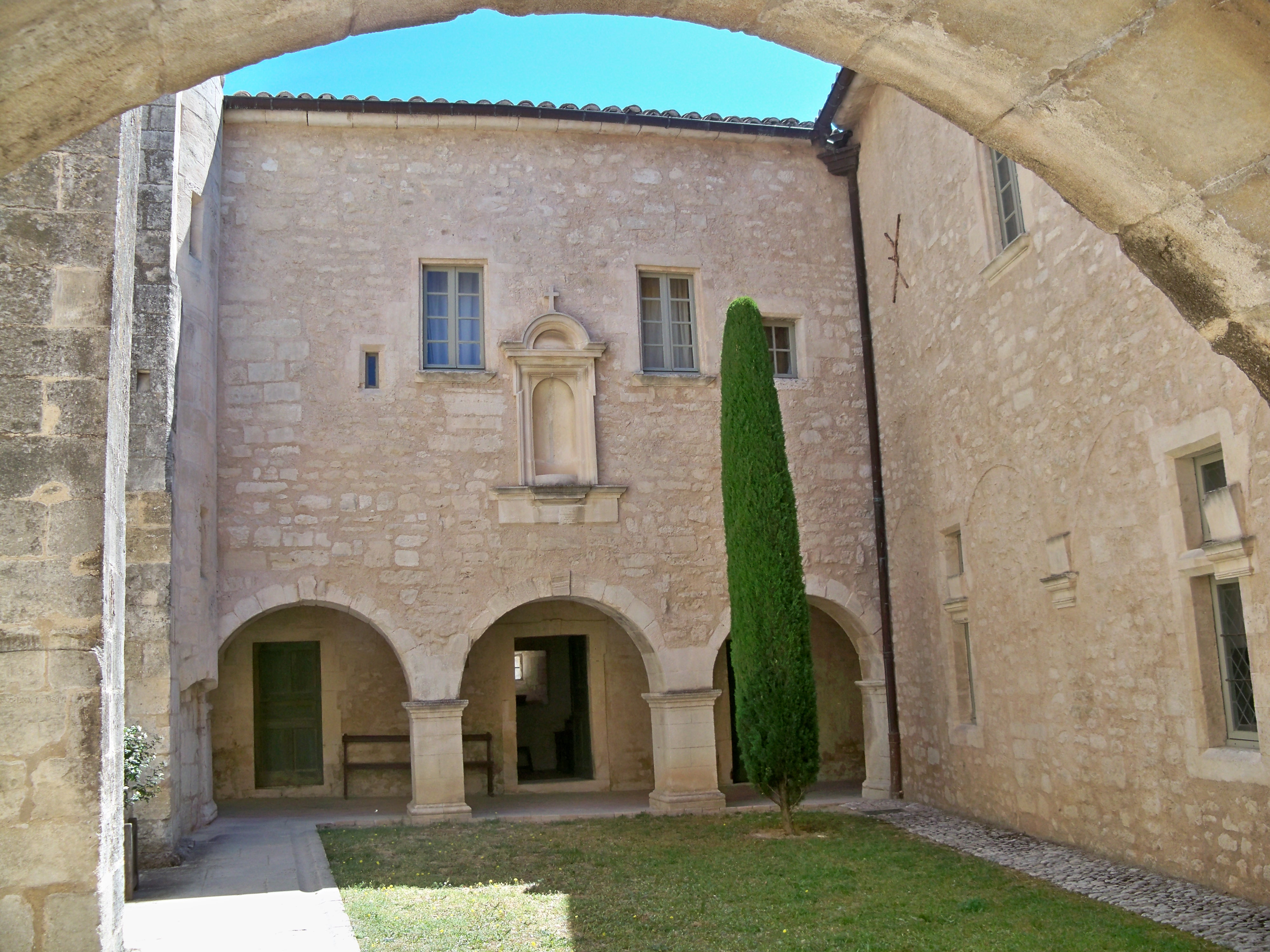
Le cloître.

Édifié une première fois avec au moins trois galeries au XIIIe siècle il n’en a plus que deux par manque de place en raison de la pente au sud, au XVIIe, à la suite de la construction d’un bâtiment. Des chapiteaux du XIXe encore présents rappellent la tentative des Cisterciens lors de leur présence à Saint-Hilaire de refaire une galerie.

### La salle capitulaire

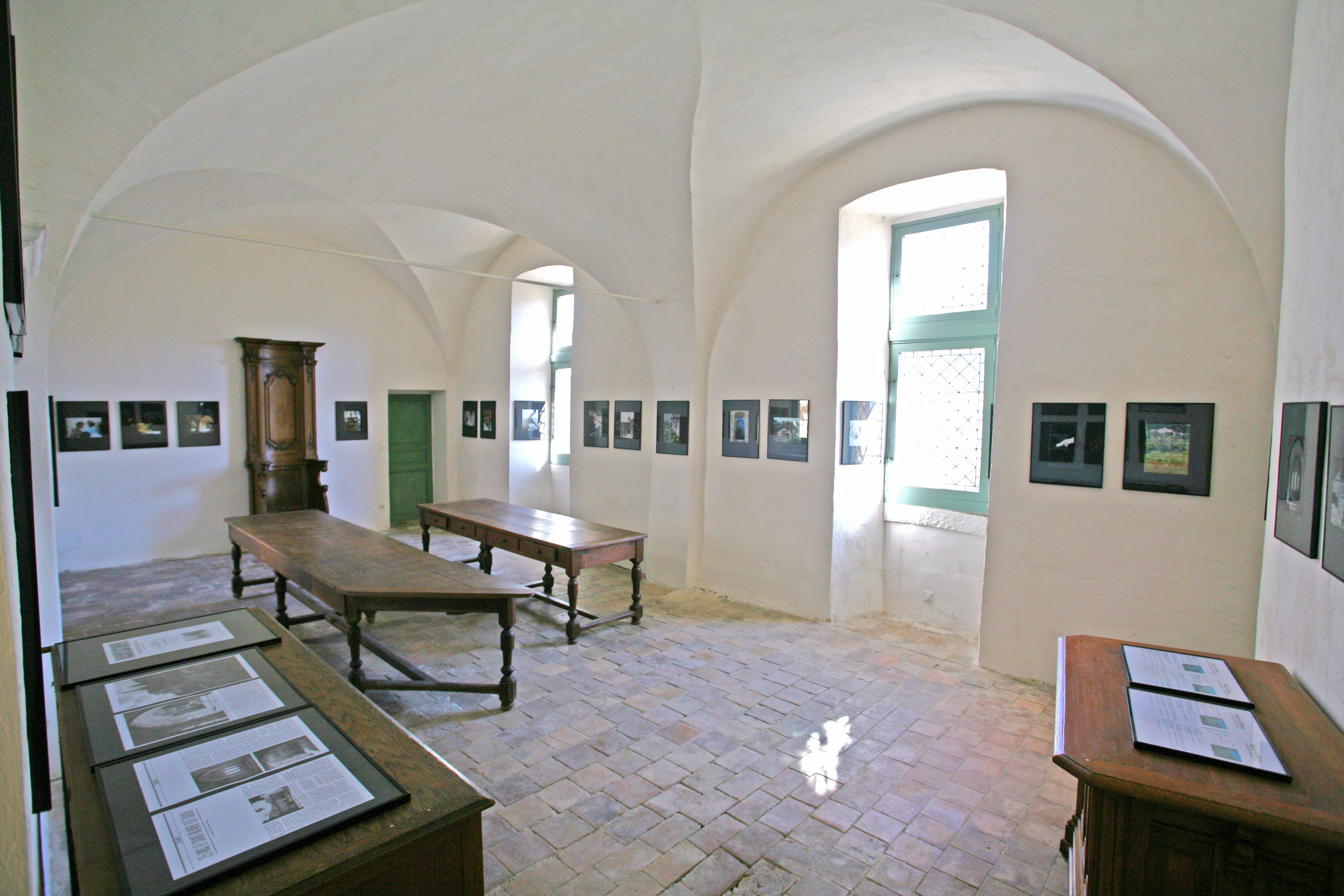
La salle capitulaire.

Cette belle salle sobre au plafond formé par deux voûtes provençales et éclairées par des hautes fenêtres à meneaux ouvertes sur le Luberon abrite une exposition des photographies des visiteurs de Saint-Hilaire.

### Le réfectoire

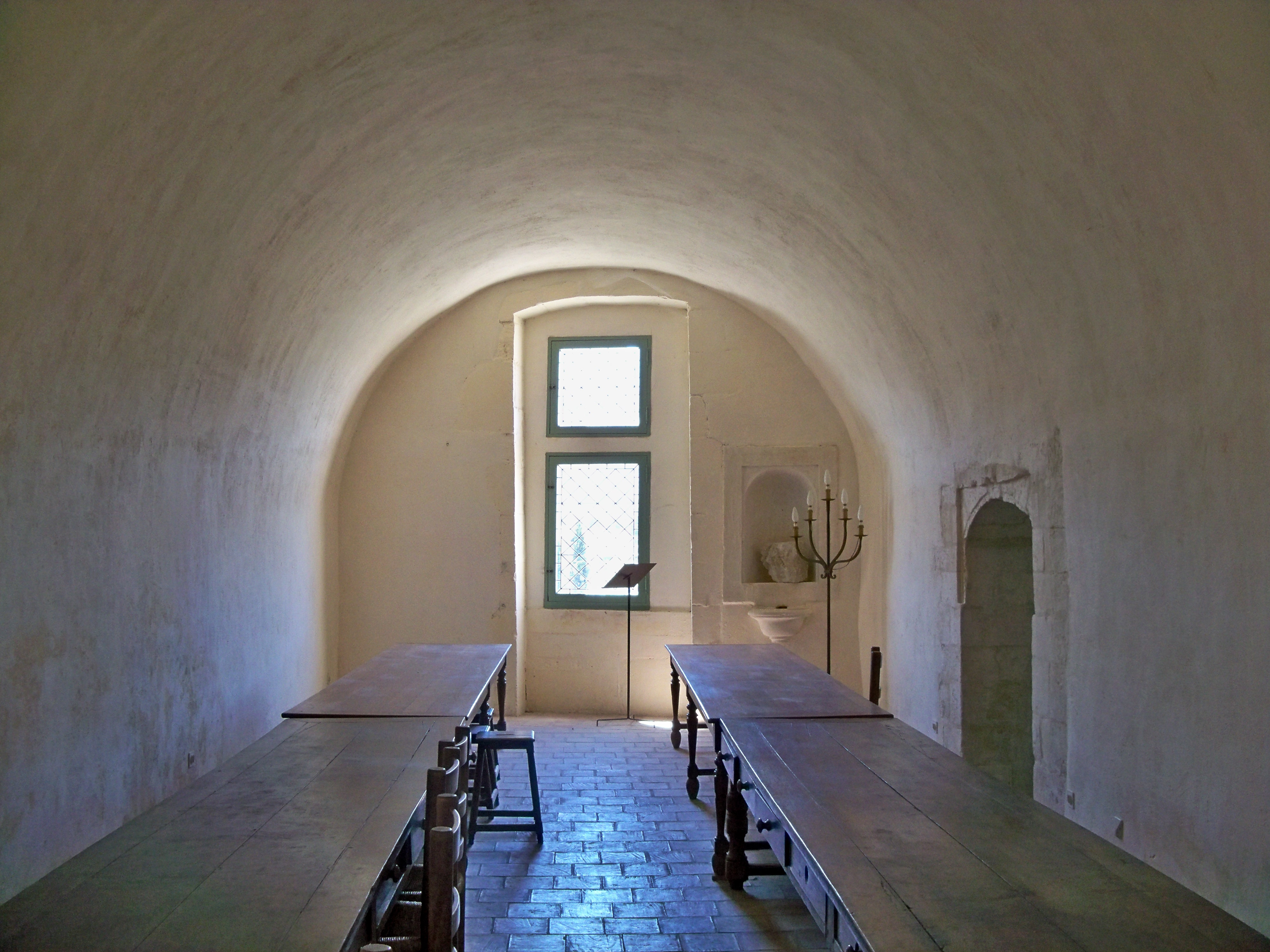
Le réfectoire.

Aujourd'hui, le réfectoire des moines offre une voûte en berceau qui lui donne une allure de tunnel débouchant ouvrant sur le Luberon par une fenêtre à meneau. Elle fut durant des décennies une bergerie tandis que la cuisine était l’écurie du cheval. Les longues tables viennent d’un ancien couvent (Saint-Maurice) de Reims.

### Le dortoir
On peut distinguer un premier dortoir du XIIe siècle correspondant à la galerie du cloître Est relié par l’escalier à vis directement à l’église. Des chambres de tailles différentes ont dû être créées ensuite. L’une d’elles située près de l’escalier a une belle porte sculptée correspondait peut-être à celle du prieur. 

### Les appartements privés
Les appartements privés couvrent la partie supérieure de l'ensemble. Pour y accéder, un superbe escalier à vis de style Renaissance.

## Récompenses et labels
- Lauréat du concours « Un patrimoine pour demain » créé par le magazine Pèlerin, édition 2005[7].
- Lauréat du prix Point de Vue et Carré Rive Gauche.
- Lauréat du prix Friends of Vieilles Maisons Françaises.
- Membre de la Demeure Historique[8].

## Vie associative
En 2006, l'association à but non lucratif « Les amis de Saint-Hilaire » a pour objectif principal de participer à la sauvegarde de l'édifice et de développer son rayonnement.
L'association est reconnue d'intérêt général.

## Les alentours

### Les jardins / le domaine
Les terrasses sur le Luberon participent de la réalité du site mais aussi de son histoire par les murs qui l’entourent encore. Pour un couvent mi-troglodyte et mi-fortifié, cette vaste surface à la sortie du cloître étonne comme d’ailleurs la colonnade (de fûts épais) édifiée au XVIIIe siècle qui accompagne le visiteur à l’ombre de son jardin des vignes vers la sortie du couvent vers les restanques d'oliviers.
Un parcours fléché permet de parcourir une partie du domaine.

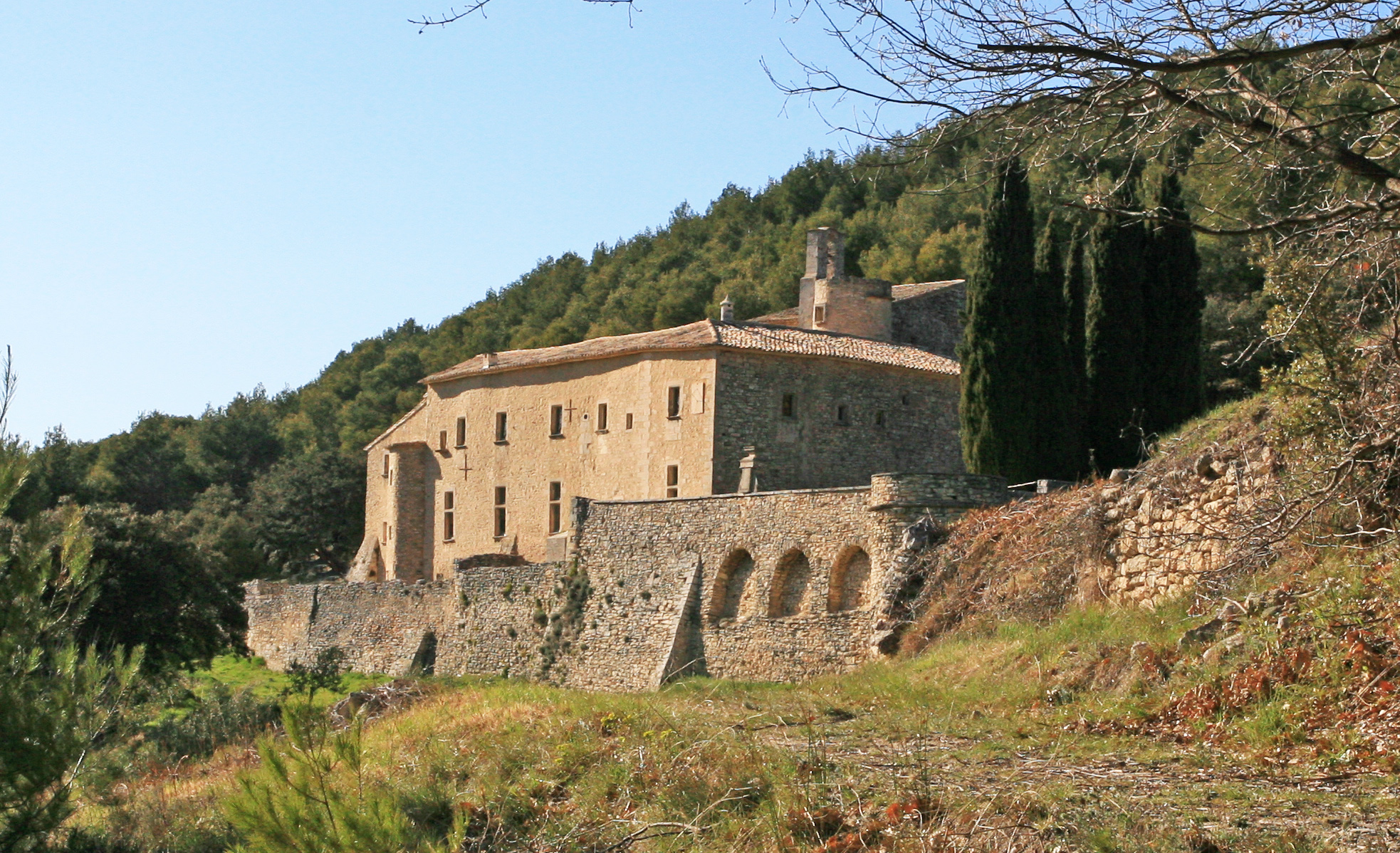
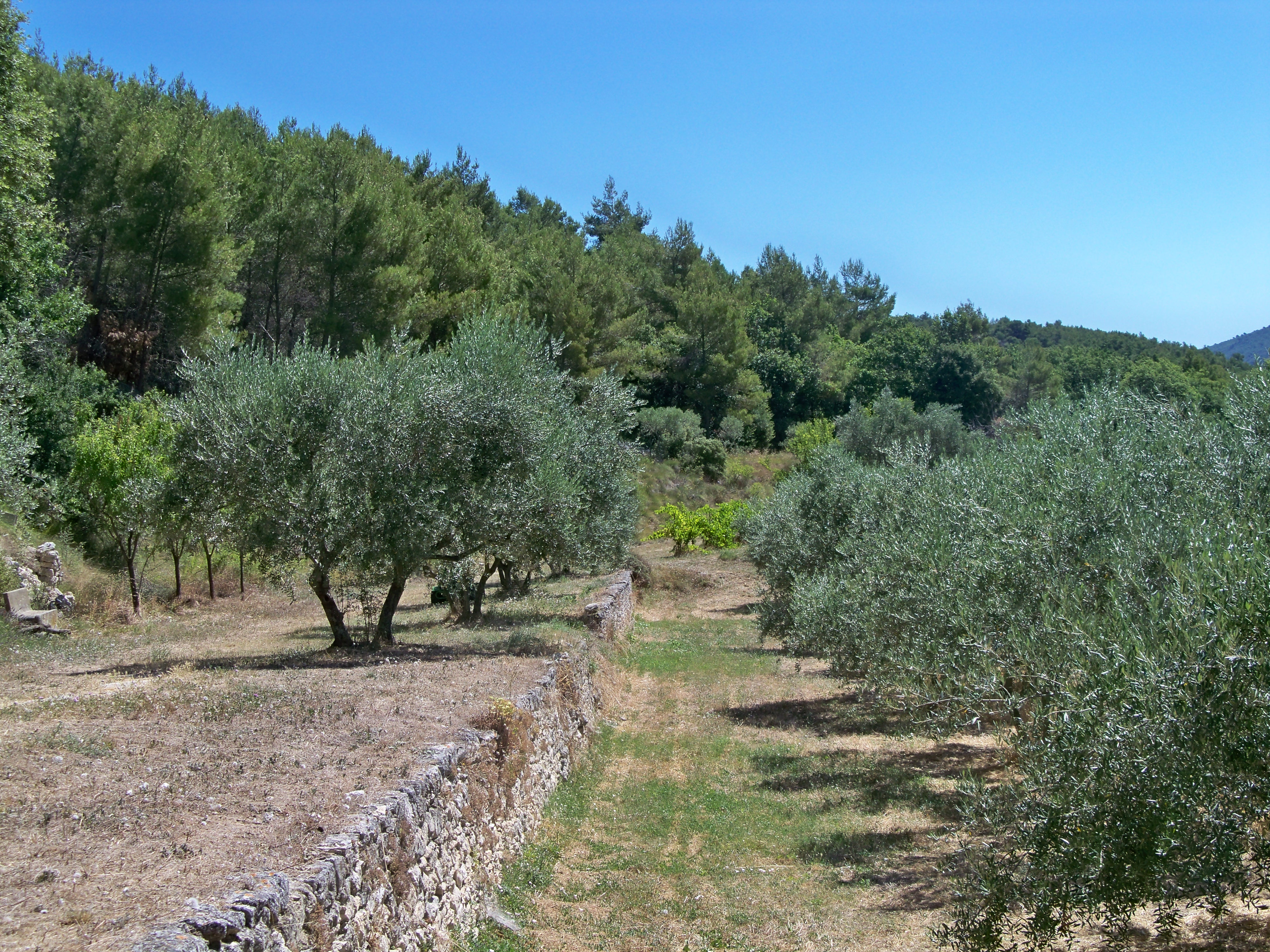
Les restanques et les oliviers
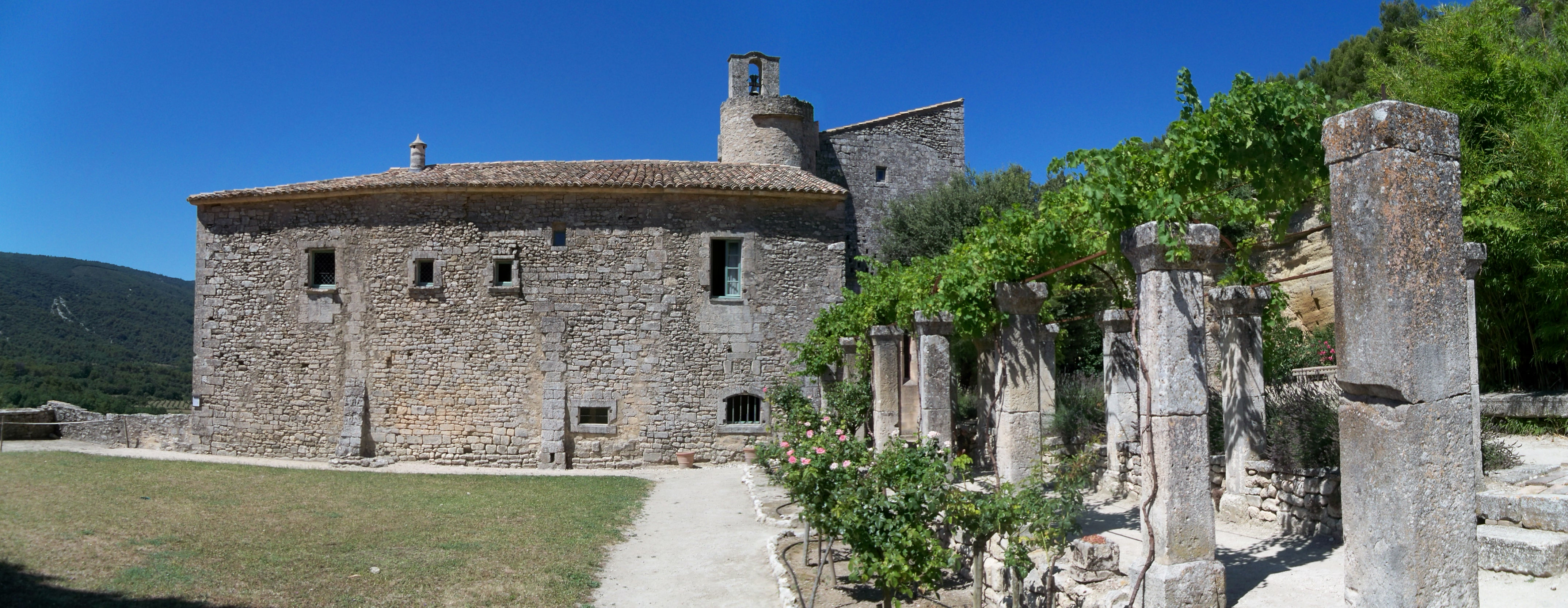
Le jardin et sa treille

### Le Luberon

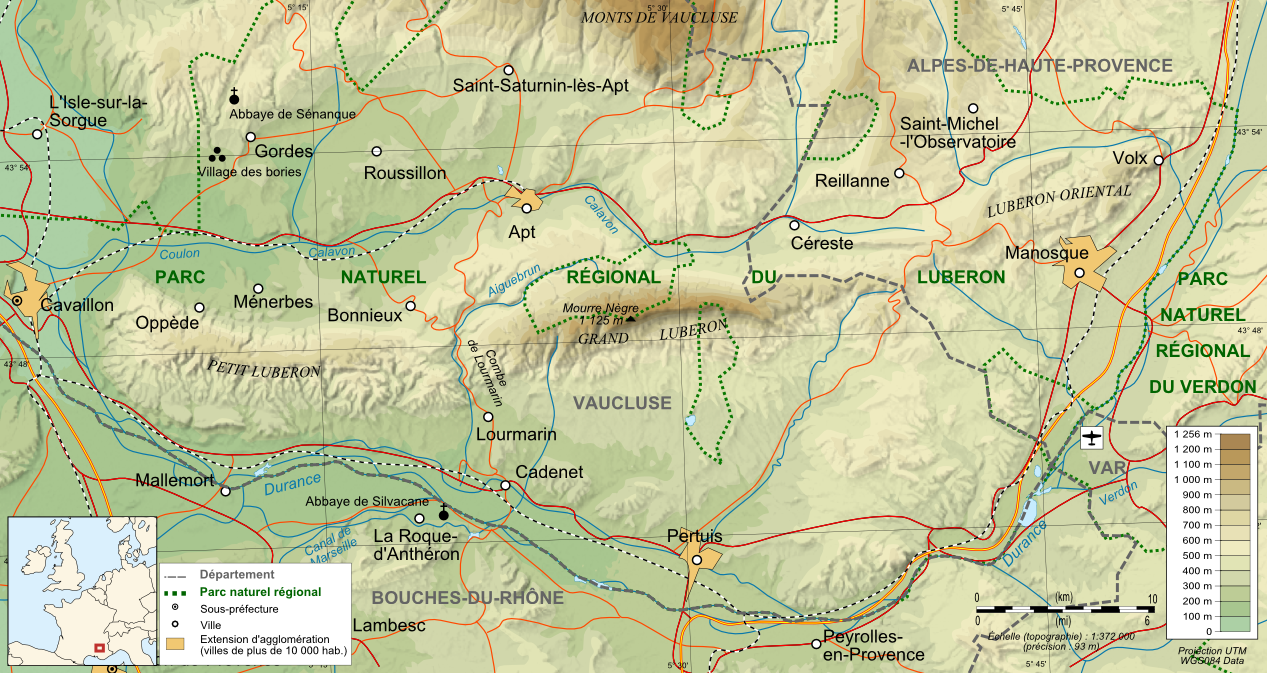
Le massif du Luberon et ses environs

L'abbaye est située dans le triangle d'or du Luberon dont l'économie locale tourne autour de l'agriculture, d'un tourisme relativement important et des métiers de l'immobilier (Maçons, paysagiste et autres artisans, agents immobiliers, etc.). Les cultures que l'on trouve immédiatement à proximité de l'Abbaye sont des vergers d'oliviers, plantés en réstanques, quelques cerisiers et des vignes. La commune produit des vins AOC Côtes-du-luberon. Les vins qui ne sont pas en appellation d'origine contrôlée peuvent revendiquer, après agrément le label Vin de pays d'Aigues